# Biçənək Aşırımı
Biçənək Aşırımı (armeniska: Sisiani Lerrnants’k’) är ett bergspass i Azerbajdzjan. Det ligger i den sydvästra delen av landet, 400 kilometer väster om huvudstaden Baku. Biçənək Aşırımı ligger 2 346 meter över havet.
Terrängen runt Biçənək Aşırımı är huvudsakligen kuperad, men söderut är den bergig. Trakten är glest befolkad. Närmaste större samhälle är Ashagy Kyshlak, 12,8 kilometer sydväst om Biçənək Aşırımı. 